# Liberty Records
Liberty Records (Ли́берти Ре́кордз) — лейбл звукозаписи, базировавшийся в Соединённых Штатах Америки.
Был основан в 1955 году Саймоном Варонкером. Он стал председателем правления, Элвин (Эл) Беннетт — президентом, а Теодор Кип — главным инженером.
Среди исполнителей, издававшихся на лейбле, были: Джули Лондон («Cry Me a River»), Мартин Денни («Quiet Village»), Эдди Кокран («Summertime Blues»), Джонни Бюрнетт («You’re Sixteen»), Джин Макданиэлс («Tower of Strength»), Бадди Нокс («Lovey Dovey»), Тими Юро («Hurt»).
Также большие хиты лейблу принесли записи «Элвина и бурундуков», вымышленной музыкальной группы, состоявшей из трёх бурундуков. Группа была создана Роосом Багдасаряном, выступавшим под псевдонимом Дэвид Севилль.
К 1958 году лейбл был близок к банкротству, когда автор-исполнитель Дэвид Севилль (Росс Багдасарян) убедил их, что они могут вполне могут наштамповать синглы с его комической песней «Witch Doctor» из оставшихся на их складе виниловых шайб и этикеток. Песня стала хитом номер 1 и спасла компанию. Позднее в том же году Багдасарян скомбинировал технику многодорожечной записи с использованной им в песне «Witch Doctor» техникой удвоенной скорости и в песне «The Chipmunk Song (Christmas Don’t Be Late)» представил миру «Бурундуков» (The Chipmunks) — Элвина, Саймона и Теодора. Бурундуки были названы в честь директоров Liberty Records Беннетта, Варонкера и Кипа, соответственно. Всего за несколько месяцев, по мере приближения Рождества, пластинка поднялась на вершину чартов. Она стала единственной в истории рождественской записью, достигшей первого места в поп-чарте «Билборда» и продалась в 4 с половиной миллионах экземплярах. Ближайшее будущее лейбла Liberty было прочно обеспечено.

## Исполнители
- См. статью «List of Liberty Records artists» в английском разделе.